# Barros Necaca
Sidney Manuel Ventura Barros Necaca (Mabanza Congo, 28 de julho de 1914 — África, 1960) foi um enfermeiro, futebolista, político e importante liderança anticolonial angolana.
É principalmente reconhecido por ter sido o principal fundador e primeiro presidente da Frente Nacional de Libertação de Angola (FNLA), o mais antigo partido político em atividade em Angola.

## Biografia
Sidney Manuel Ventura Barros Necaca nasceu em 28 de julho de 1914, em Mabanza Congo. Era filho de Maria Dumba Ventura Barros, proveniente da monarquia congolesa, e Miguel Baptista Necaca, um missionário batista, compositor de hinos e professor reconhecido por seu trabalho de tradutor da bíblia para a língua congo, e que havia sido acusado de associação com a revolta de Álvaro Tulante Buta, no antigo Reino do Congo. Miguel estava na prisão quando seu filho Sidney Manuel nasceu.
Barros Necaca estudou numa Escola da Missão Batista, onde formou-se auxiliar de enfermagem. Foi contratado para trabalhar como assistente de enfermagem no Hospital da Sociedade Missionária Batista Britânica (BMS) em Quinxassa, de 1934 a 1937.
Em 1937, matriculou-se no Instituto Curry, na Missão Evangélica do Dondi, localizada no município do Cachiungo, em Angola, para continuar sua formação técnica em enfermagem, com especialização em procedimentos minimamente invasivos. Para concluir a formação, mudou-se para Lisboa, em 1940, onde realizou a prática clínica.
Enquanto em Lisboa foi nomeado pelo rei Pedro VIII do Congo como Assessor de Assuntos Educacionais do Reino do Congo — à esta altura já uma monarquia figurativa e subnacional. Sua principal atribuição era buscar recursos para construção escolas no território sob influência da monarquia tradicional congolesa. Os portugueses ignoraram, de forma desrespeitosa, o apelo de Pedro VIII do Congo enviado por intermédio de Barros Necaca. Esta negativa experiência diplomática com a potência colonial foi fundamental para a formação de seu pensamento anticolonial.
Volta a Mabanza Congo em 1941 onde o rei congolês Pedro VIII lhe confirma como Conselheiro Real, dado seu elevado letramento e fluência nas línguas portuguesa, francesa e inglesa.
Em março de 1942 seguiu para Quinxassa para continuar a trabalhar no Hospital da Sociedade Missionária Batista Britânica. Para complementar seus rendimentos, conseguiu trabalho como futebolista no clube de futebol português Nômades (ou Nogueira Company), que jogava nos campeonatos do Congo Belga. O rei Pedro VIII, porém, lhe deu também a tarefa de mobilizar e buscar assistência da diáspora angolana no Congo Belga. Entre 1949 e 1952, Barros Necaca, juntamente com João Eduardo Pinnock (pai de Johnny Eduardo Pinnock), tentou várias vezes constituir uma associação política ou partido, mas sua empreitada esbarrava na fraca adesão da diáspora angolana que vivia em Quinxassa, além da própria vigilância e cerceamento que as autoridades coloniais belgas faziam quanto às suas atividades. Após a carreira como futebolista, também foi escriturário da Casa Nogueira, como forma de despistar qualquer investigação de suas atividades nacionalistas.
A despeito do fracasso do projeto em Quinxassa, em 1953 Barros Necaca conseguiu estabelecer contatos com a diáspora angolana que vivia em Matadi, grupo que foi fundamental para a formação do núcleo político de suporte à formação de um partido. Sob pretexto de atualizar seus dados cadastrais junto às atividades coloniais portuguesas, Barros Necaca viajou até Luanda, onde promoveu trabalho clandestino de mobilização política-popular, e destacou seu jovem sobrinho Holden Roberto para fazer trabalho idêntico em Lobito. Passou a utilizar o pseudónimo de Pedro Mambo para circular em Angola.
Assim, após este trabalho de mobilização em Mabanza Congo, Luanda e Lobito, em 7 de julho de 1954 foi fundada em Matadi a União das Populações do Norte de Angola (UPNA), em uma reunião liderada por Barros Necaca, João Eduardo Pinnock e Francisco Borralho Lulendo, tendo como finalidade inicial a restauração do Reino do Congo. O objetivo imediato da UPNA, portanto, era mais autonomia e independência de sua base tribal das autoridades portuguesas. Outra reunião da UPNA foi realizada clandestinamente no mesmo ano no Lobito por Roberto e, por fim, em Quinxassa ocorre a fundação oficial a 10 de outubro de 1954, quando, aconselhados pelo Comitê Americano para os Assuntos Africanos, passa a incluir ativistas de várias origens do norte de Angola. Necaca e Roberto eram os líderes da organização, com o primeiro ficando a cargo das tarefas administrativas e financeiras (como "Presidente-Fundador" do Comité Provisório) e o segundo tomando a condução dos negócios externos e contatos políticos (como Presidente Adjunto). Nos primeiros dois anos de existência, por iniciativa de Barros Necaca, a UPNA operava em estreita colaboração com o partido quinxassa-congolês Associação dos Bacongos para a Unificação, a Conservação e o Desenvolvimento da Língua Congo (Abako).
A morte do rei Pedro VIII do Congo em 1955 e a ascenção ao trono do rei católico António III do Congo expõe uma imensa fratura no seio da UPNA entre as frações católica e protestante do partido, que se agravaria ainda mais a partir de 1957 com a morte de António III. Os dois grupos disputavam a sucessão do trono, com a fração liderada por Barros Necaca apoiando o pretendente protestante Manuel Quidito. Logo após sua fundação, portanto, o partido foi alienado para uma disputa de sucessão monáquica que o deixou em estado de paralisia. Para além disso, o seu sobrinho, Holden Roberto, liderava uma terceira fração partidária da UPNA, considerada mais radical, que abdicou da "regeneração" do Reino do Congo.
O Comitê Americano para os Assuntos Africanos, naquele momento o principal financiador da UPNA, orientou que Barros Necaca abandonasse o objetivo da restauração monárquica congolesa, solicitando que a liderança de Roberto fosse fortalecida, fato atendido quando o partido mudou de nome e abordagem em 1958, tornando-se União das Populações de Angola (UPA).
Porém, a opção por dar ainda mais protagonismo à Roberto causou novas divisões na UPA entre 1959 e outubro de 1960, quando Barros Necaca teve vários embates com Jean-Pierre Mbala, Miguel Moniz e Borralho Lulendo pela formação de alianças, posições ideológicas e acessos aos recursos do partido. Suas últimas ações em 1960 — de busca de acordo com Joseph Kasa-Vubu e com a Abako e de negociação do abandono da luta armada com os portugueses — provocaram, inclusive, atrito com seu sobrinho e protegido político, Holden Roberto — à época a figura de liderança que tinha posição mais radical pela luta anticolonial na UPA.
Barros Necaca pediu afastamento da liderança da UPA por questões de saúde, permanecendo como presidente honorário, deixando o partido no comando de Holden Roberto.
Faleceu no exercício da presidência da UPA, no final de 1960. Não há clareza sobre a data exata e o local de sua morte.